# Dulero

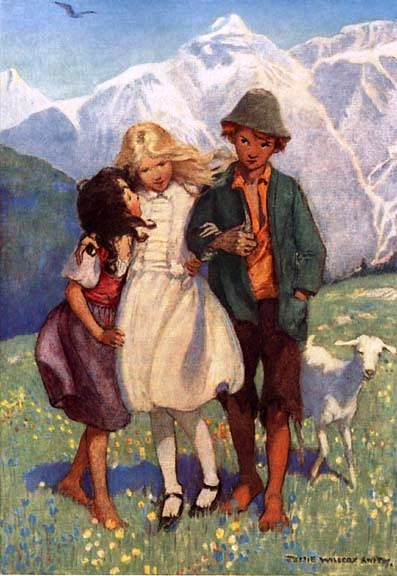
El amigo de Heidi, Pedro, encarna de buena forma el oficio de dulero

En muchas regiones de España existió una suerte de pastor conocido como dulero (o adulero). Era el encargado de cuidar de las cabezas de ganado de sus vecinos llevándolas a la dula (terreno comunal donde pacen por turno los ganados de los vecinos de la población) a pastorear. A cambio recibía un estipendio por sus servicios. 
Es habitual, y normal, asimilarlo a la mera figura del pastor. Pero la principal diferencia que le hace merecedor de una denominación propia estriba en que suplía una función muy valiosa para las exiguas economías domésticas del medio rural. Ante la imposibilidad material de mantener simultáneamente campos y ganados por parte de muchos labradores los municipios procuraban ordenanzas que regulaban tal profesión.
En la literatura contemporánea quien mejor representa el oficio de dulero era el personaje Pedro, el pastor amigo de Heidi que muchos lectores recordarán. Pero existen otros ejemplos.

## Véase también

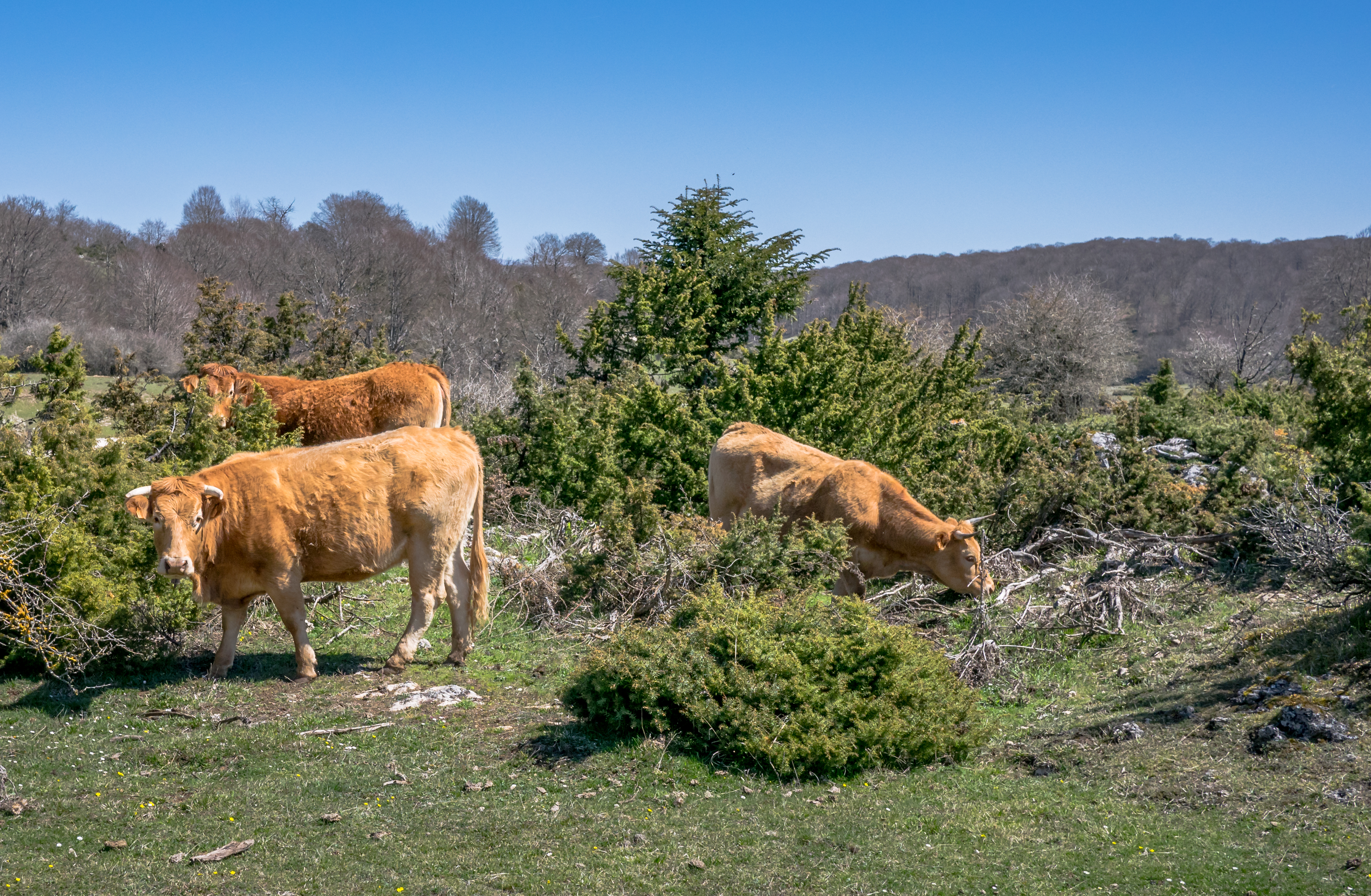
Ganado vacuno pastando en las montañas

## Más información
- Wikcionario  tiene definiciones y otra información sobre dulero.